# 1968 في السعودية
تحتوي هذه المقالة على أهم الأحداث التي شهدتها السعودية في 1968، إضافة إلى أهم الشخصيات السعودية التي وُلدت أو تُوفيت في هذه السنة.

## السياسة

### الحكم
الملك: فيصل بن عبد العزيز آل سعود

### تعيينات

#### فبراير
- سطام بن عبد العزيز آل سعود، وكيلاً لإمارة منطقة الرياض.

## أحداث
- طرح الإصدار الثاني من العملة الورقية.[1]
- تأسيس نادي الابتسام الرياضي.

### يناير
- 10: تأسيس كلية الملك فيصل الجوية.[2]
- 15: قيام الملك فيصل باستقبال أمير البحرين الشيخ عيسى بن سلمان آل خليفة في الرياض.[3]
- 22: وصول الرئيس التركي جودت صوناي إلى الرياض وقيام الملك فيصل باستقباله.[3]

### مارس
- 31: قيام الملك فيصل باستقبال أمير قطر الشيخ أحمد بن علي آل ثاني.[3]

### أبريل
- 7: الملك فيصل يزور الكويت بدعوة من الأمير صباح السالم الصباح.[3]
- 22: وصول ملك المغرب الحسن الثاني تلبية لدعوة الملك فيصل.[3]

### مايو
- 5: الملك فيصل يستقبل رئيس مجلس الوزراء الليبي عبد الحميد البكوش.[3]

### يونيو
- 9: السعودية تعلن عن وضع 15 مليون جنيه استرليني تحت تصرف الأردن وذلك لشراء أسلحة في مواجهة إسرائيل.[4]
- 24: وصول ولي عهد إمارة رأس الخيمة الشيخ خالد بن صقر القاسمي إلى السعودية والملك فيصل يستقبله.[3]

### أغسطس
- 17: عمل اتفاق بين الأردن والسعودية بخصوص تنظيم تحركات الحجاج والبدو بين الدولتين. بالإضافة إلى التعاون في مجال مكافحة التهريب.[4]

### أكتوبر
- 17: عمل اتفاق بين الأردن والسعودية بشأن تطوير الاتفاق التجاري الذي تم توقيعه سنة 1963م وينص على زيادة المنتجات الأردنية المعفاة من الرسوم الجمركية.[4]

### نوفمبر
- 9: قيام شاه إيران محمد رضا بهلوي بزيارة إلى السعودية استمرت لمدة خمسة أيام بدعوة من الملك فيصل.[3]

## مواليد
- إبراهيم زولي، أديب وشاعر.
- عبد الله بن سعود بن محمد آل سعود، رجل أعمال.

### فبراير
- 24: أحمد علي العجمي، إمام وقارئ القرآن.[5]

### مايو
- 11: تركي بن طلال بن عبد العزيز آل سعود، أمير منطقة عسير.[6]

## وفيات

### نوفمبر
- 29: فيصل بن تركي الأول بن عبد العزيز آل سعود، الابن البكر للأمير تركي الأول.